# لایت-آن
لایت-آن (انگلیسی: Lite-On) شرکت الکترونیک تایوانی است، که در سال ۱۹۷۵ تأسیس شد.